# Ivan Ullsperger
Ivan Ullsperger (20. prosince 1931 – 7. června 2017) byl československý atlet, běžec, který se specializoval na střední a dlouhé tratě. Byl jediným československým běžcem, který dokázal opakovaně porazit Emila Zátopka v době jeho největší sportovní kariéry.

## Kariéra
Narodil se v bulharském Svilengradu, jeho matka pocházela z Lublaně, otec z Čech. Od roku 1944 žil v Jablonci nad Nisou. S běháním začal po skončení druhé světové války. Závodil za Jiskru Jablonec nad Nisou (1949-52), ÚDA-Duklu Praha (1953-58) a LIAZ Jablonec (1975-83). Byl držitelem československého rekordu v oddílové štafetě 4 × 1500 m 15:26,4 (1954). Všechny jeho osobní rekordy jsou z roku 1955: 1500 m 3:50.4 / 3000 m 8:12.8 / 5000 m 14:09.8 / 10 000 m 29:29.2.
V roce 1955 vyhrál silniční závod Běchovice - Praha v traťovém rekordu 31:07,2, dvakrát se stal mistrem republiky na dráhové desítce (1956 a 1957). V několika závodech dokázal porazit Emila Zátopka. Největší formu měl před olympiádou v Melbourne v roce 1956, olympijský start mu však překazil prodělaný zánět mozkových blan. K běhání se vrátil v polovině 70. let, v roce 1975 zvítězil v závodě na 25 km na světové veteraniádě v Tokiu. Pracoval jako instruktor na učilišti v Jablonci, byl funkcionářem a rozhodčím v LIAZu Jablonec.
Celkově šestkrát reprezentoval v mezistátních utkáních (1954 – 1957).